# 馬思聡
馬 思聡（英語: MA Si-cong；マー・スツォン、ば・しそう、1912年5月7日広東省海豊県－1987年5月20日フィラデルフィア）は中国の作曲家、ヴァイオリニスト。

## 経歴
1912年、広東省海豊県生まれ。1923年、11歳のときにヴァイオリンを学ぶためフランスに留学し、1931年にはパリ音楽院に入学した。1932年に帰国した後、『揺籃曲』『内モンゴル組曲』『チベット音詩』『牧歌』『塞外舞曲』などの作品を次々と発表した。1949年に中央音楽学院の初代院長に任命された。
しかし1966年6月に文化大革命が始まると造反派として迫害を受け、翌年の1967年1月15日の夜に香港へ脱出し、在香港アメリカ大使館を経由してアメリカ合衆国に亡命した。同年5月には康生と謝富治の指示により亡命脱出案件の特別捜査班が作られ、親族らが連座した。1985年には名誉回復がなされた。
その後もアメリカで暮らしていたが、1987年に受けた心臓病手術の失敗によりフィラデルフィアで死去した。

## 作品

### ヴァイオリンとピアノのための作品
- 牧歌
- 思郷曲
- 揺籃曲
- 跳龍灯
- 新疆狂想曲
- 塞外舞曲
- 西蔵音詩
- 山歌
- 抒情曲
- 慢訴
- 春天舞曲
- 秋収舞曲
- 跳元宵
- 史詩
- 第2ロンド
- ヴァイオリン・ロンド

### ヴァイオリン協奏曲
- 2台のヴァイオリンのための協奏曲
- ヴァイオリン協奏曲ヘ長調

### バレエ
- 晩霞
- 龍宮奇縁

### オペラ
- 熱碧亜

### ピアノ
- ピアノソナタ変ニ短調
- ピアノ五重奏曲
- 第4小ソナタ
- 花児集
- 鼓舞
- 巾舞
- ピアノ協奏曲

### 管弦楽
- 交響曲第1番
- 交響曲第2番
- 山林の歌
- 塞外舞曲
- 弦楽四重奏曲第1番
- 龍宮奇縁
- アジア・アフリカ・ラテンアメリカ反帝行進曲

### 合唱
- 中国少年先鋒隊隊歌（郭沫若作詞）
- 春天大合唱

### 独唱曲
- 李白六首
- 唐詩八首

### その他
- 阿美山歌